# Cadena simpàtica
Les cadenes simpàtiques són un conjunt de parells de fibres nervioses que van de la base del crani fins al còccix.

## Estructura
La cadena simpàtica corre just al costat dels cossos vertebrals. Interacciona amb els nervis espinals o de les seves branques ventrals per mitjà de les branques comunicants.
Al llarg de la cadena simpàtica hi ha els ganglis coneguts com a ganglis paravertebrals.